# بانک مرکزی کاستاریکا
بانک مرکزی کاستاریکا (اسپانیایی: Banco Central de Costa Rica‎) بانک مرکزی کاستاریکا است، که در سال ۱۹۵۰ تأسیس شد.